# Едам (місто)
Едам (нід. Edam) — місто у Нідерландах, розташоване у провінції Північна Голландія.

## Особистості
Трейнтьє Кеевер — найвища жінка, що жила на Землі, близько 254 см.

## Галерея

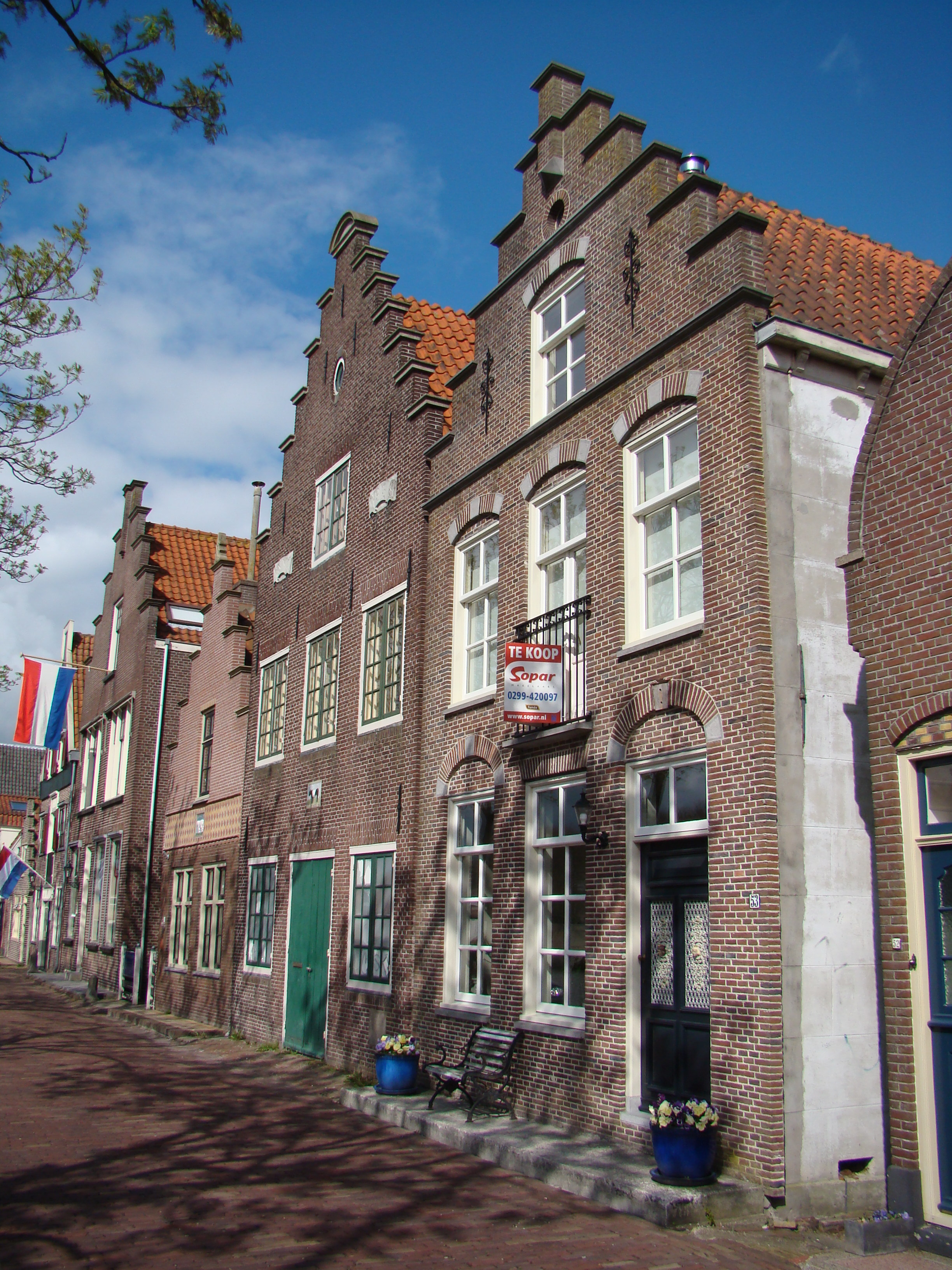
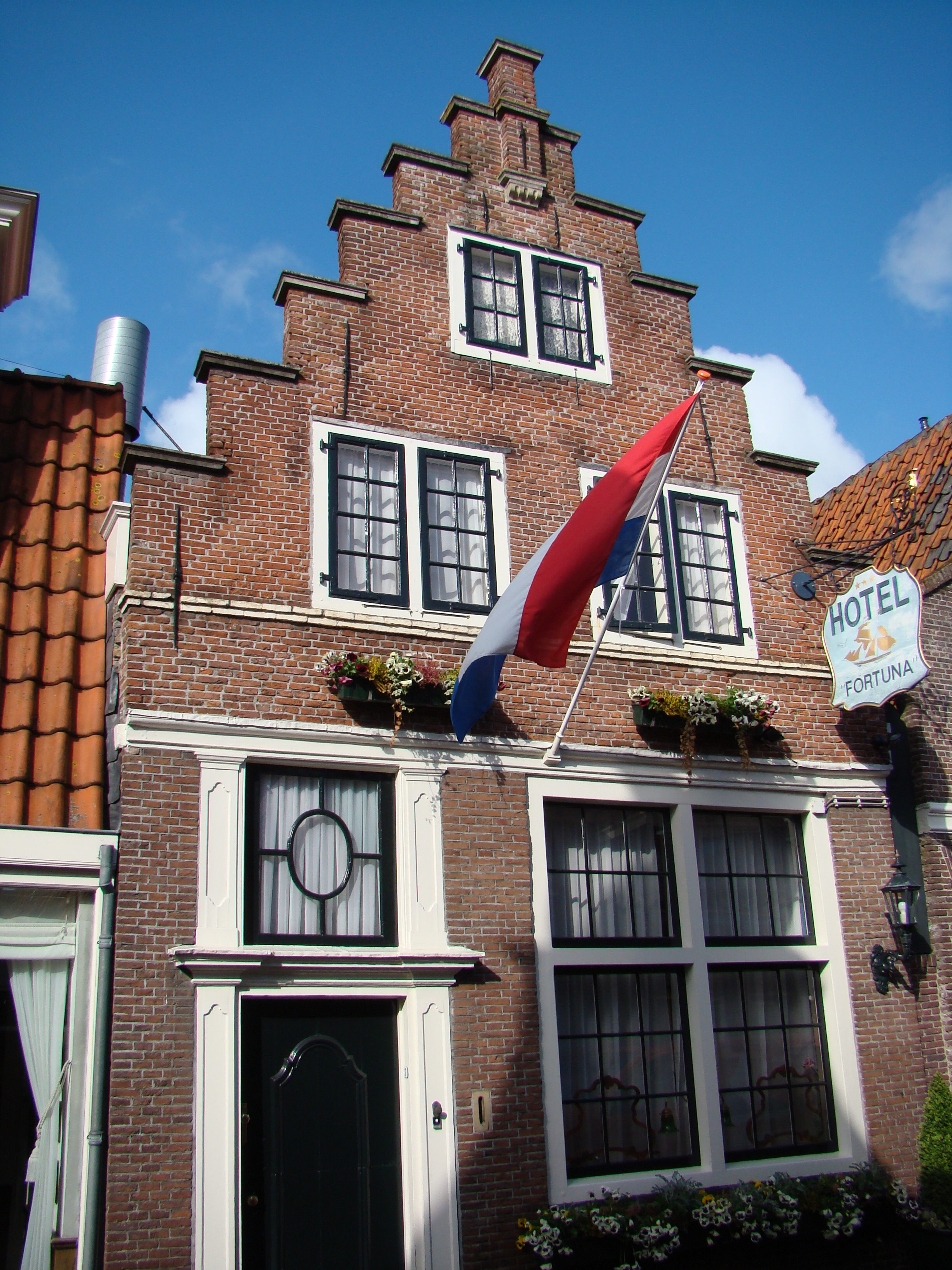
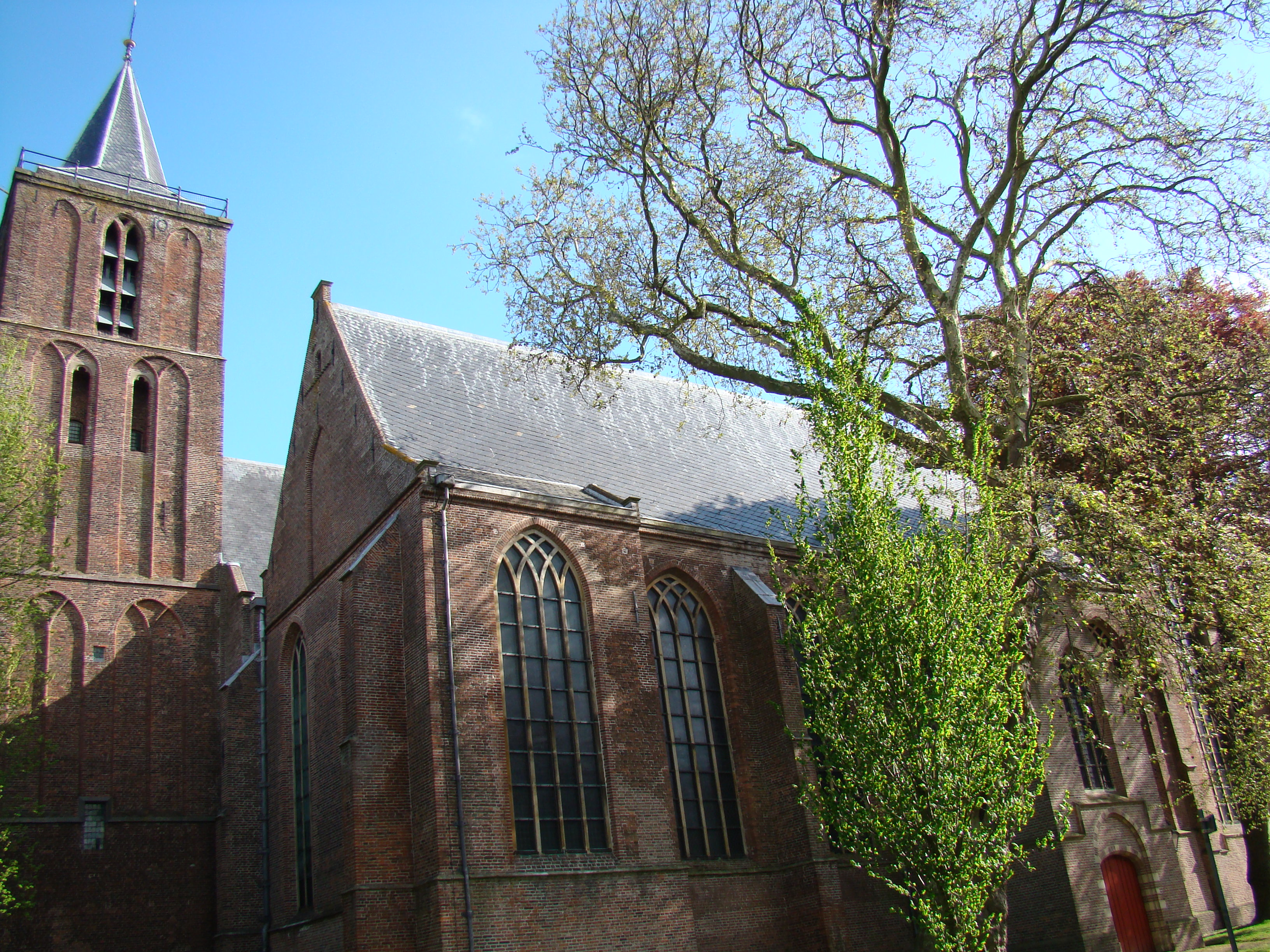
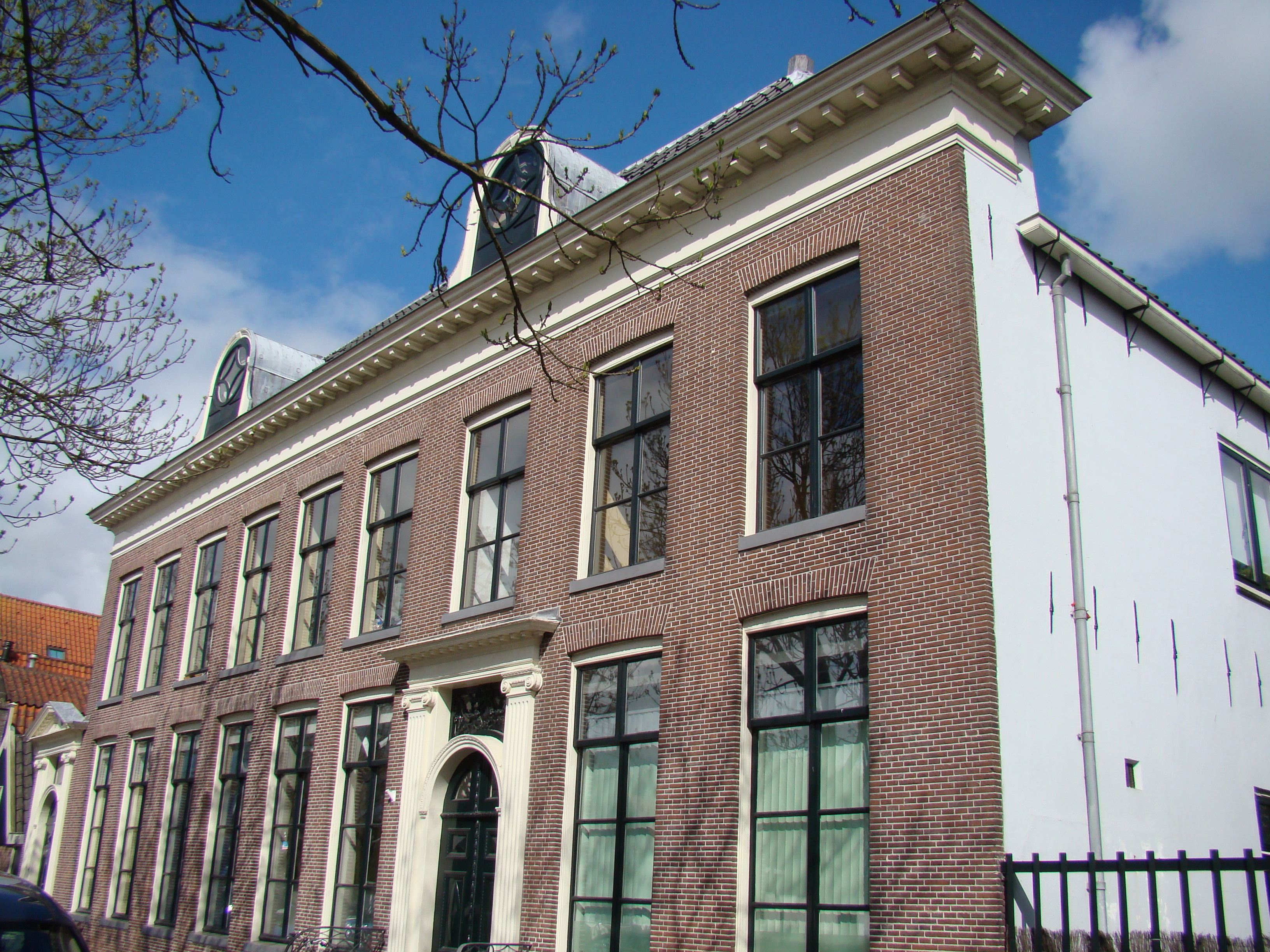
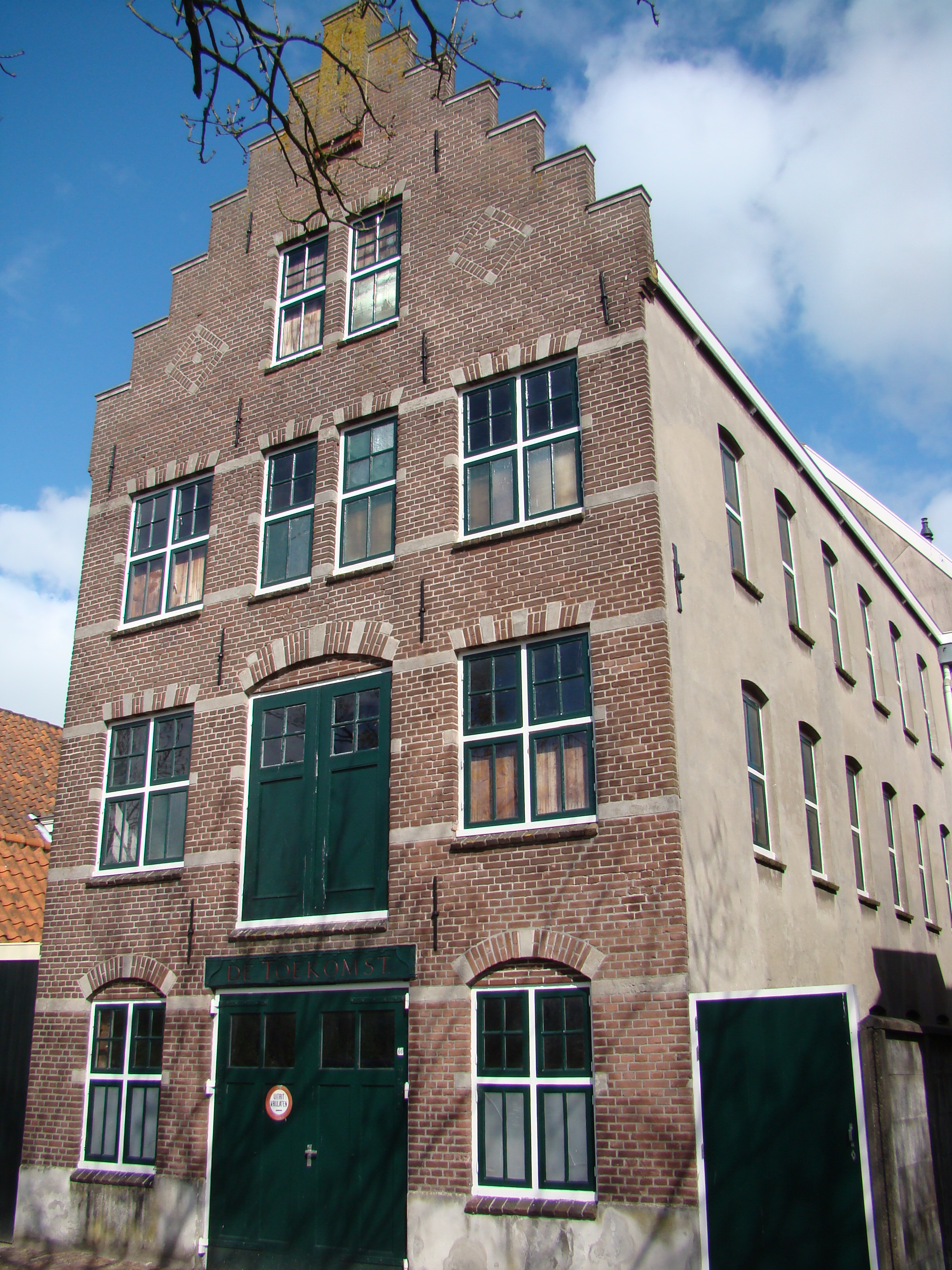
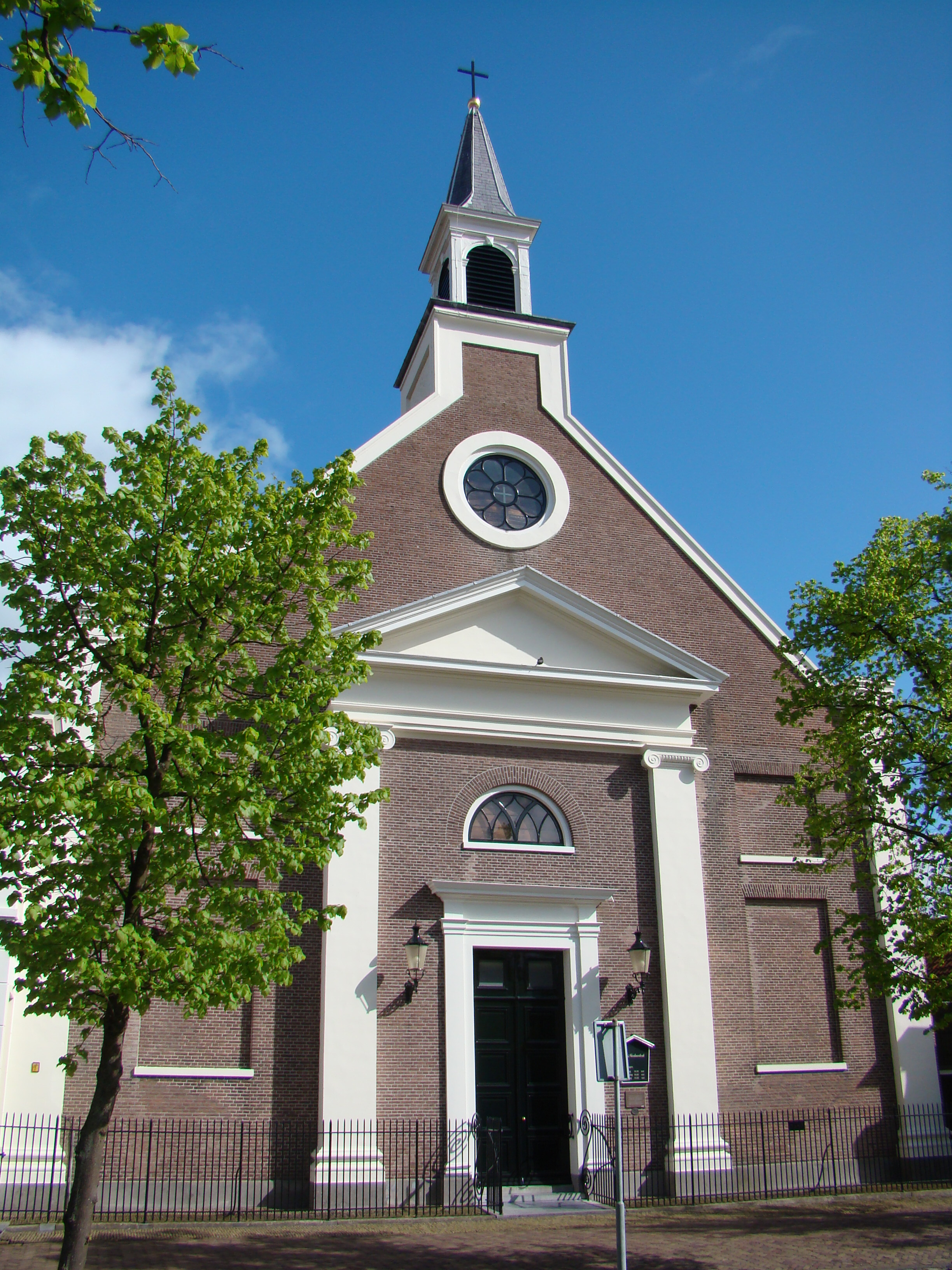
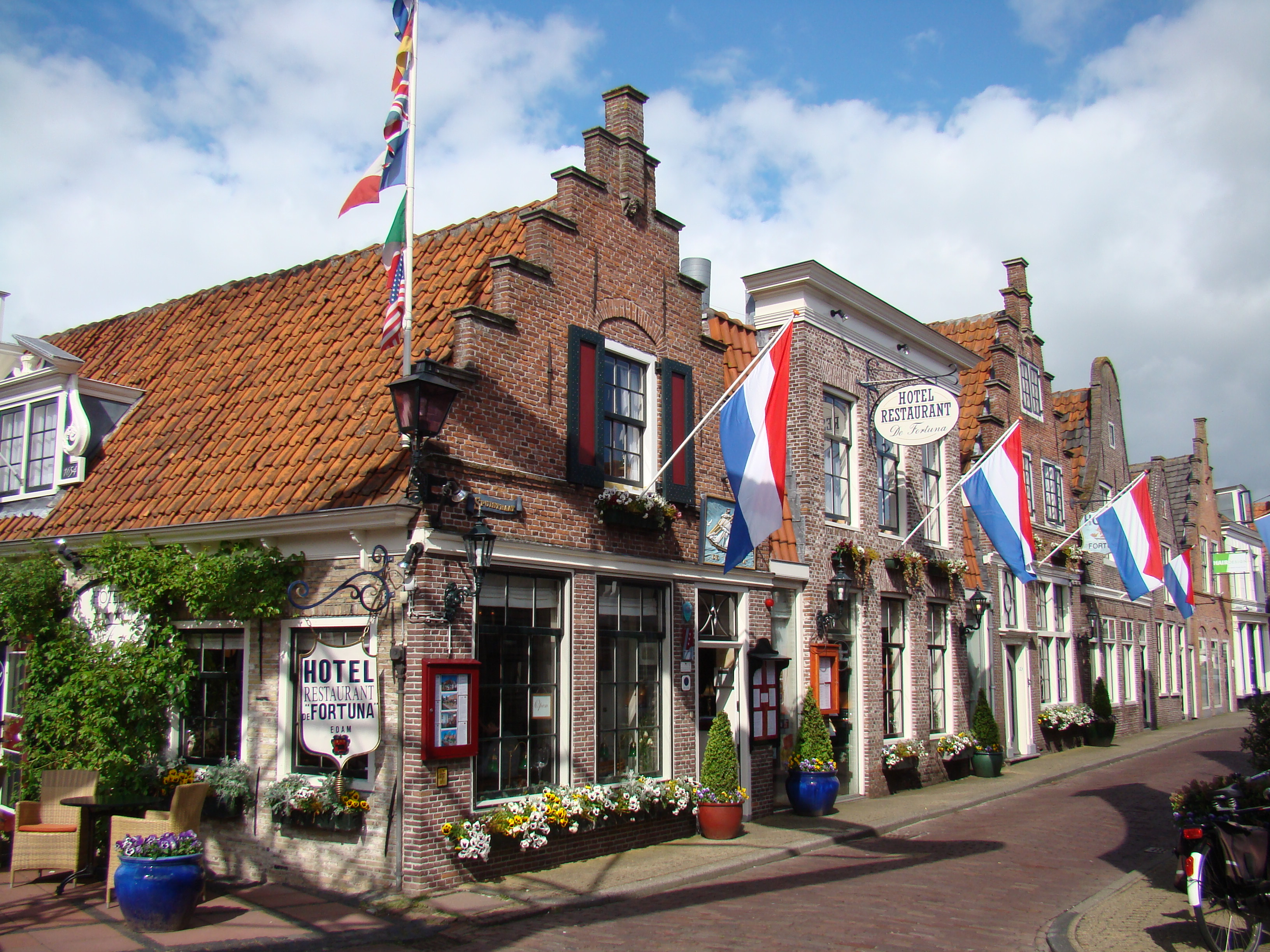
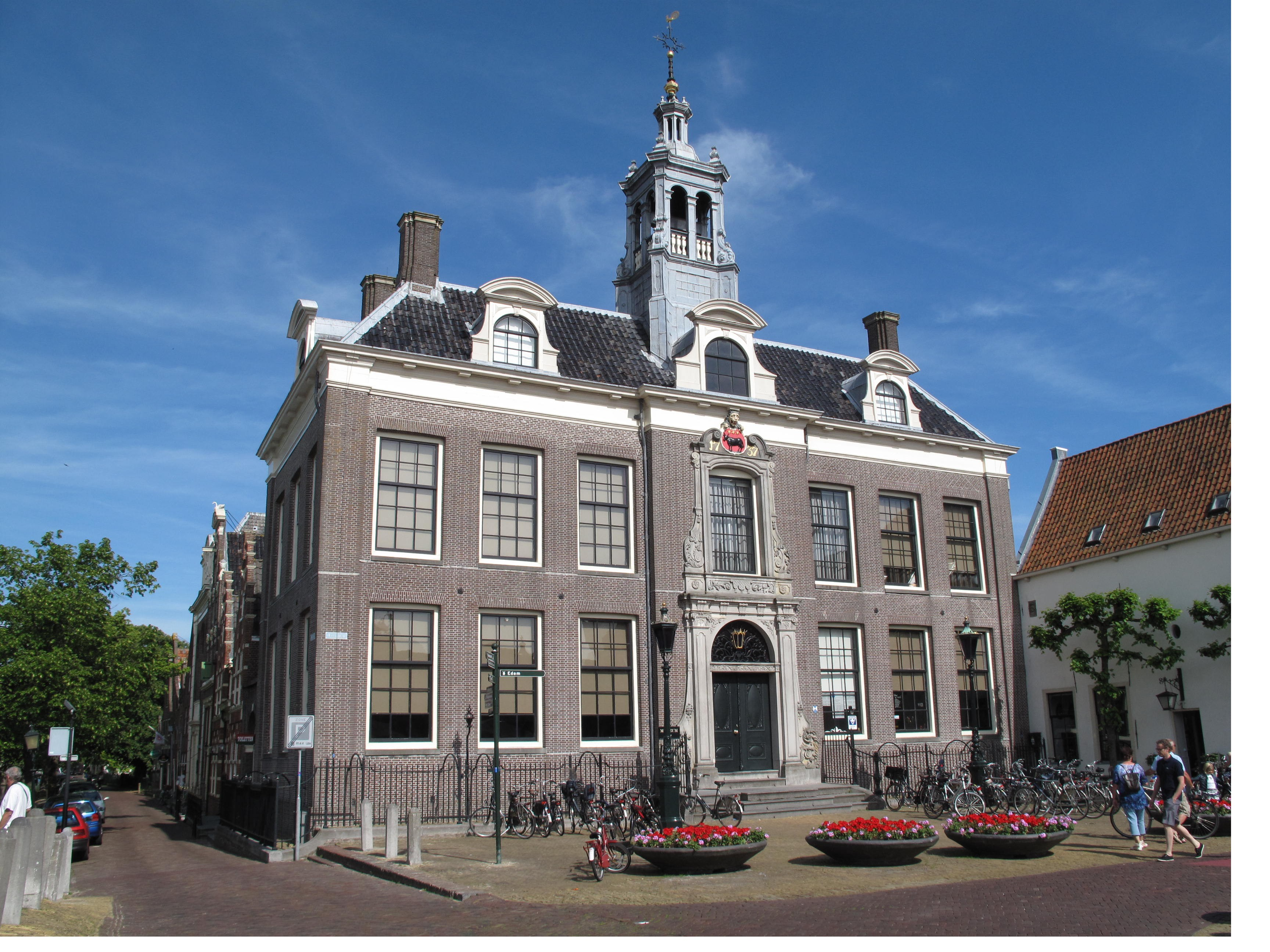
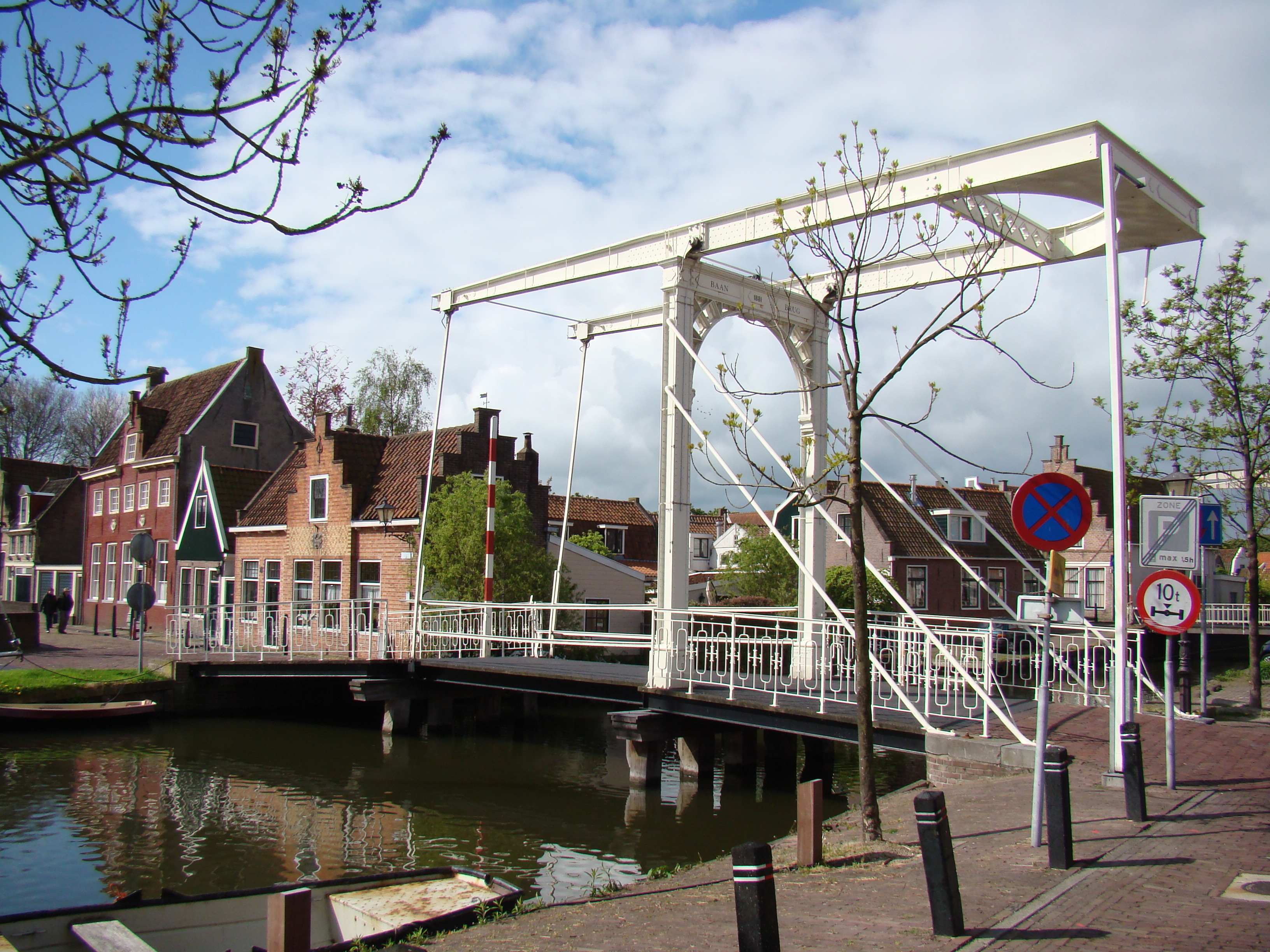
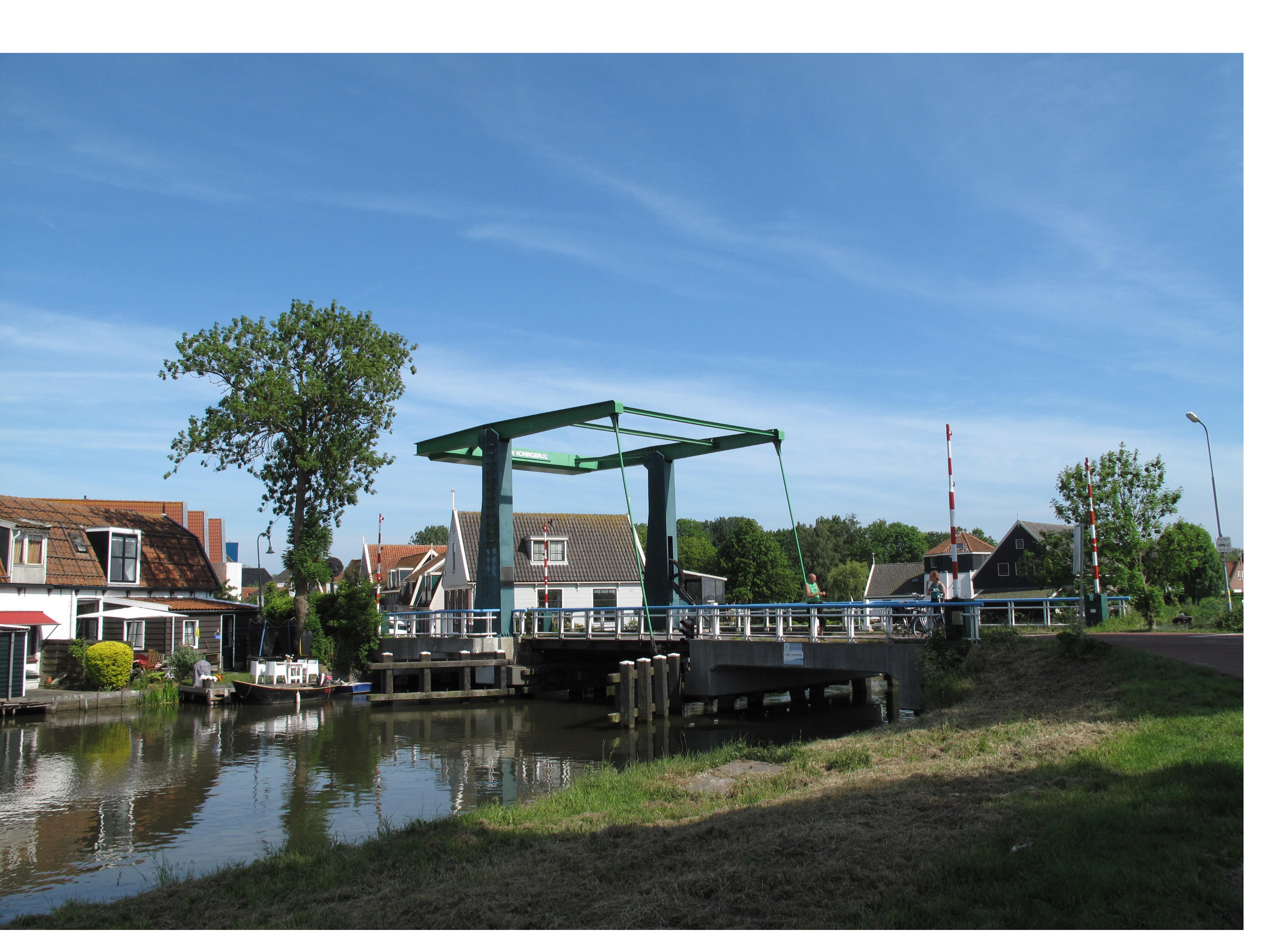
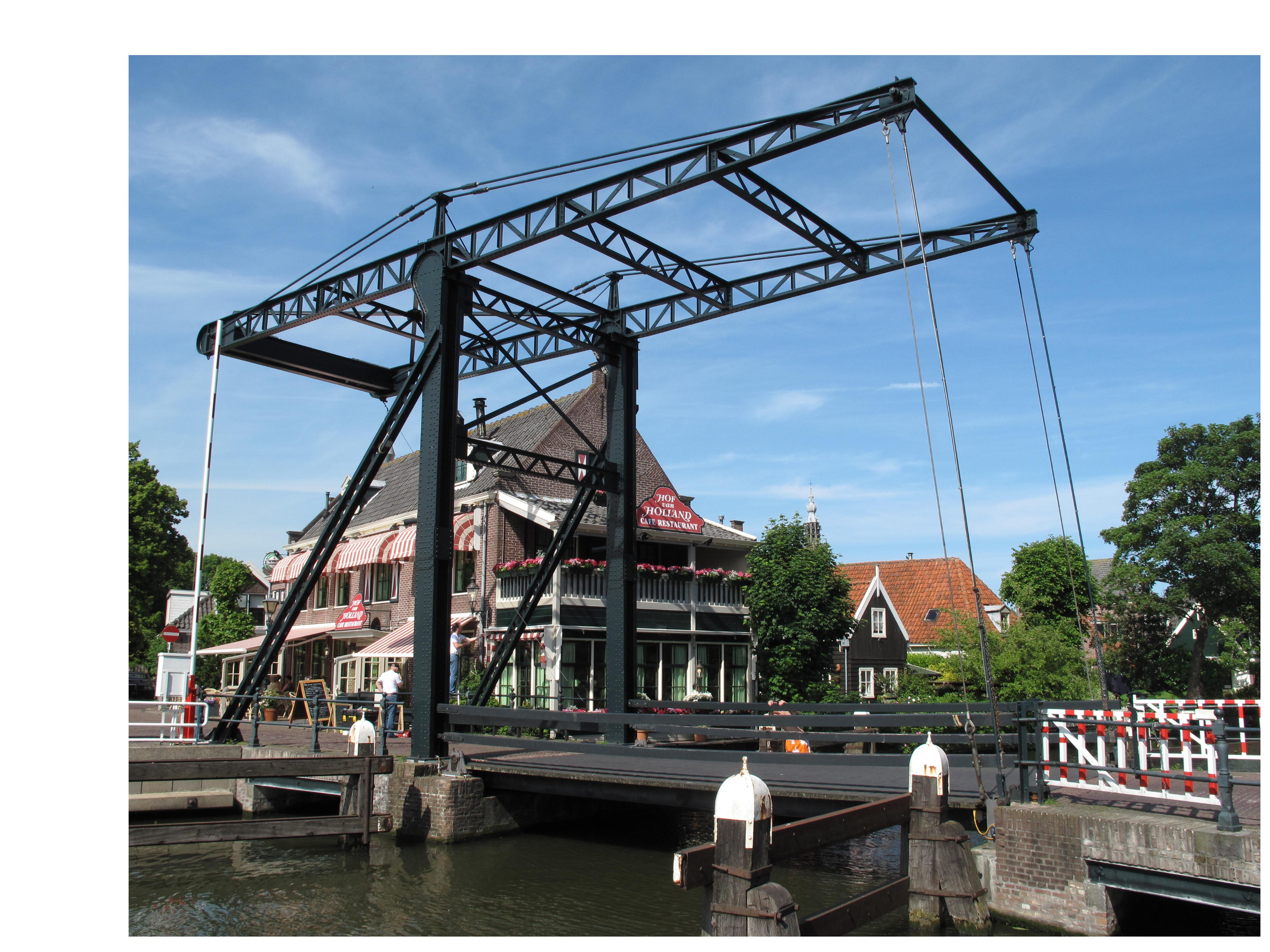
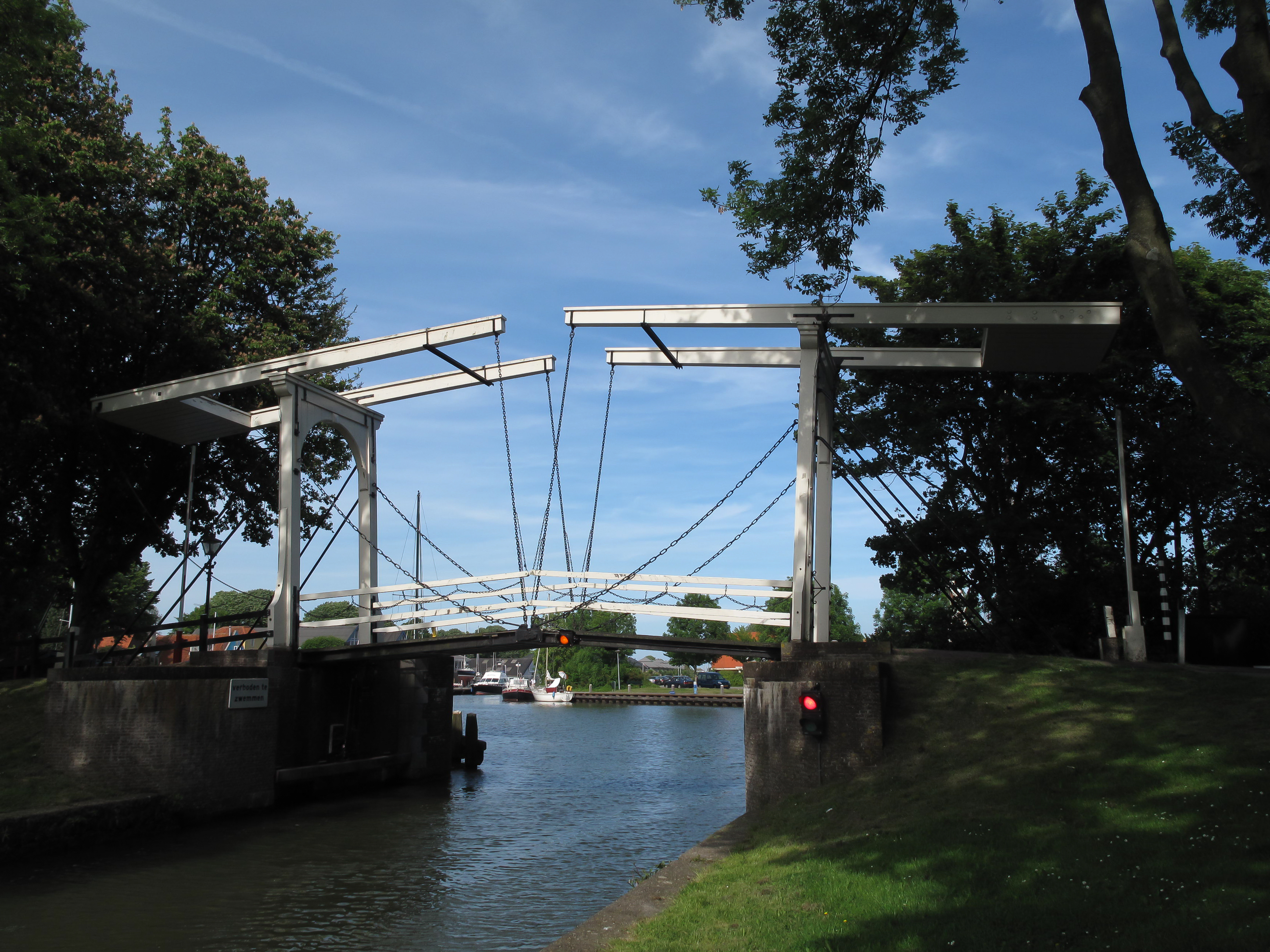

| Нідерланди | Це незавершена стаття з географії Нідерландів. Ви можете допомогти проєкту, виправивши або дописавши її. |